# 华中科技大学中欧清洁与可再生能源学院

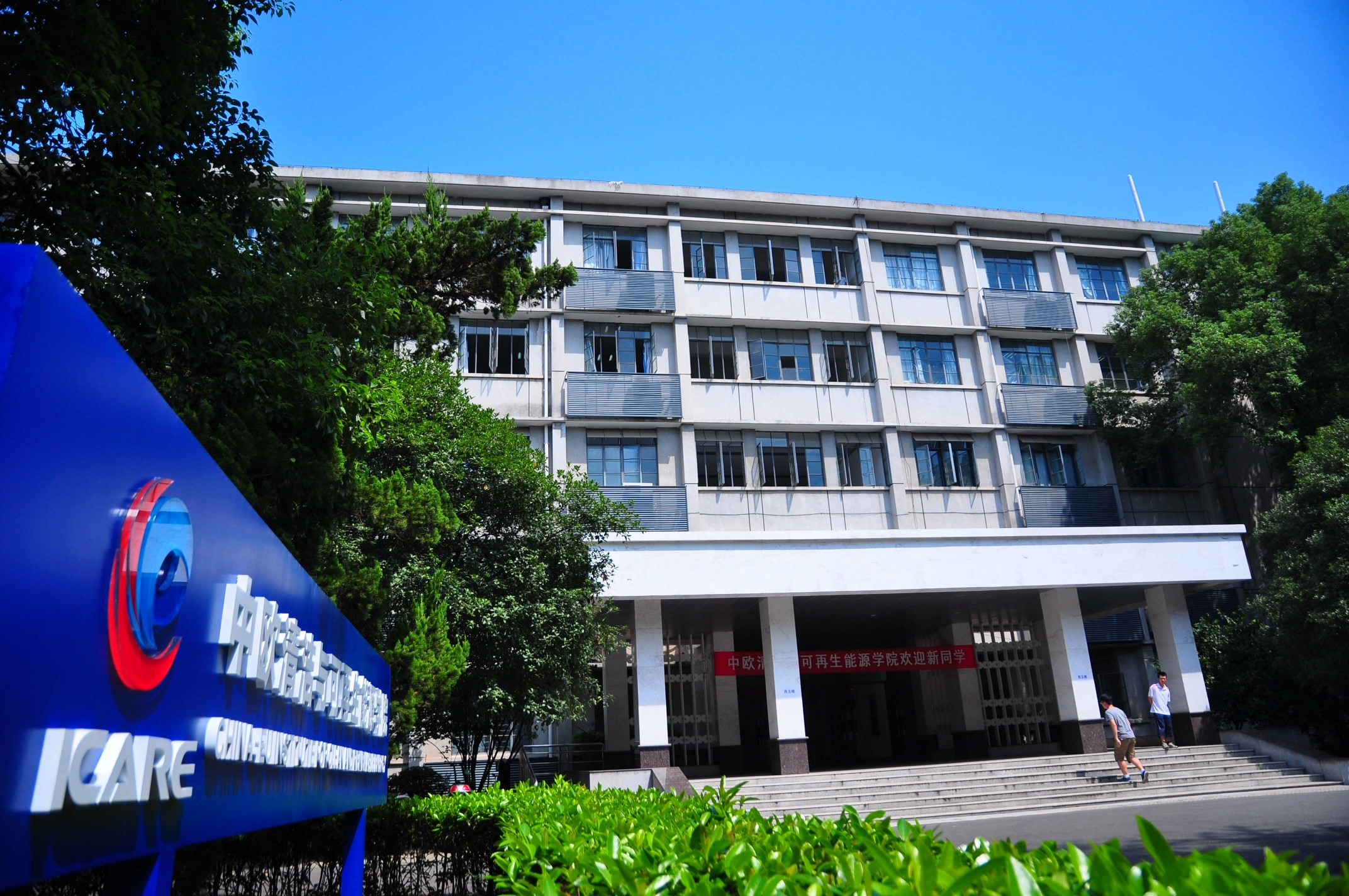
中欧清洁与可再生能源学院

华中科技大学中欧清洁与可再生能源学院（China-EU Institute for Clean And Renewable Energy at Huazhong University of Science & Technology，简称 CEICARE或ICARE）是一所集教育与科研为一体的中外合作办学学院，位于中国湖北省武汉市，学院于2012年3月获得中国教育部批准正式成立，主办方为华中科技大学。
中欧清洁与可再生能源学院是继中欧国际工商学院（1994年成立于上海）、中欧法学院（2008年成立于北京）之后，由中国政府和欧盟委员会共同发起建立并提供五年资助的第三所中外合作办学机构。
举办中欧能源学院是依据商务部副部长高虎城与欧盟对外关系和欧洲邻国政策委员贝妮塔·费列罗-瓦尔德纳于2009年签署的协议框架内组建的，体现了中欧在环境保护与应对气候变化上的积极合作。
通过推广利用新能源，提高能源效率，中欧清洁与可再生能源学院旨在为减少化石燃料的使用及减少碳排放活动及技术上提供支持。该学院为华中科技大学与法国巴黎高科合作在中国创办的隶属于中欧合作中的“能源与环境”部分的一所正式的中欧学院。该项目欧盟拨款一千万欧元，为期五年。2009年3月30日，欧盟签署了拨款协议，巴黎高科被指定为这一项目欧盟资助的受益人。

## 合作院校
通过优质的硕士教育和为相关专业人士提供高级知识及技能培训，中欧清洁与可再生能源学院将打造一所能为国内其他院校所借鉴的精英院校。来自六个国家的十所大学和机构共同参与支持该学院运作：
- 法国
  - 巴黎高科（12所盟校中已有4所参与中欧能源学院授课）
    - 国立巴黎高等矿业学校（中欧能源学院项目协调人）
    - 国立巴黎高等化学学校

  - 国立高等先进技术学院（页面存档备份，存于）
  - 巴黎综合理工学院
  - 佩皮尼昂大学
  - 国际水资源事务所（页面存档备份，存于）
- 西班牙
  - 萨拉戈萨大学（页面存档备份，存于）
- 英国
  - 诺森比亚大学（页面存档备份，存于）
- 希腊
  - 国立雅典理工大学
- 意大利
  - 罗马大学
- 中国
  - 华中科技大学
  - 武汉理工大学
  - 东南大学

## 主要活动

### 清洁与可再生能源双硕士项目
双硕士项目由华中科技大学授予的能源科学与技术硕士和法国巴黎高科授予的清洁与可再生能源硕士两个学位结合而成。申请的学生须具有工学或其他自然科学相关学科的专业背景，而在中国，市场对来自这些领域的高素质工作人员通常有强烈的需求。双硕士项目课程均由来自合作大学相关领域的教师或研究专家采用英文授课。主要课程包括：太阳能技术，风能技术，生物质能技术，地热能技术，氢能与储存以及能源效率。为将课堂知识转化为实际运用，所有学生都要到中国或欧洲合作大学的实验室进行为期6个月的研究实习。目前中欧能源学院共有160多名学生，第一届双硕士生已于2013年3月15日正式毕业。

### 职业培训
为满足国内与国际公司提升员工（如政策制定者，工程技术人员等）清洁与可再生能源专业技能的需要，中欧能源学院发展了职业培训项目。“量身定制”的高水平培训课程将邀请来自欧洲合作大学或协作单位专家担任培训讲师。第一期太阳能光伏技术高级培训班已于2013年1月成功举办。

### 研究平台
研究平台主要开展中欧合作大学博士交换培养并采用双导师制的活动。作为中欧联合学术研究机构，研究平台也组织欧方任课教师与中方教师之间的交流合作，旨在推动中欧双方合作及开发研究项目。平台每年也不定期组织清洁与可再生能源领域的顶级专家到中欧能源学院举办讲座。